# Championnat d'Asie et d'Océanie de volley-ball masculin 1993
Navigation
Édition précédente Édition suivante
Le 7e championnat d'Asie et d'Océanie de volley-ball masculin s'est déroulé du 11 septembre 1993 au 19 septembre 1993 à Nakhon Ratchasima, Thaïlande. Il a mis aux prises les seize meilleures équipes continentales.

## Classement final
| Place              | Équipe           |
| ------------------ | ---------------- |
| Médaille d'or      | Corée du Sud     |
| Médaille d'argent  | Kazakhstan       |
| Médaille de bronze | Japon            |
| 4                  | Chine            |
| 5                  | Iran             |
| 6                  | Australie        |
| 7                  | Thaïlande        |
| 8                  | Pakistan         |
| 9                  | Inde             |
| 10                 | Taïwan           |
| 11                 | Nouvelle-Zélande |
| 12                 | Qatar            |
| 13                 | Sri Lanka        |
| 14                 | Koweït           |
| 14                 | Philippines      |
| 16                 | Bangladesh       |